# Шевченківка (Бериславський район)
Шевче́нківка —  село в Україні, у Нововоронцовській селищній громаді Бериславського району Херсонської області. Населення становить 278 осіб.

## Населення
Згідно з переписом УРСР 1989 року чисельність наявного населення села становила 272 особи, з яких 124 чоловіки та 148 жінок.
За переписом населення України 2001 року в селі мешкало 278 осіб.

### Мовний склад
Рідна мова населення за даними перепису 2001 року:
| Мова       | Чисельність, осіб | Доля     |
| ---------- | ----------------- | -------- |
| Українська | 263               | 94,60 %  |
| Російська  | 15                | 5,40 %   |
| Разом      | 278               | 100,00 % |